# Georges Verriest
Georges Verriest (Roubaix, 15 luglio 1909 – Seclin, 11 luglio 1985) è stato un calciatore francese, di ruolo centrocampista.